# Замок Барберстоун
Замок Барберстоун (англ. Barberstown Castle) — один із замків Ірландії, розташований в графстві Кілдер, земля Страффан. Замок стоїть в 15 милях на захід від Дубліна. З 1971 року замок функціонує як готель. Навколо замку є сади площею 20 акрів. Дослідження 1996 року виявили біля замку невідомий раніше підземний тунель, що з'єднує замок з церквою Страффан.

## Історія замку Барберстоун
Замок Барберстоун був побудований Ніколасом Барбі в 1288 році. Замком деякий час володіли феодали ФітцДжеральд. У 1630 році володарем замку Барберстоун став Вільям Саттон — представник однієї з наймогутніших аристократичних родин на землях Кілдер. У 1689 році в Ірландії йшла так звана якобітська або вільямітська війна. Замок Барберстоун в той час належав лорду Кінгстон. Замок був конфіскований в нього графом Тірконнелл під приводом того, що лорд Кінгстон підтримав короля Англії Джеймса ІІ, який на той час був скинутий з престолу і вів війну на території Ірландії. Замок отримала у володіння корона — замком управляли королівські комісари по прибутках. Наприкінці XVII століття замком володів Роджер Келлі. Потім замок багато разів переходив з рук в руки. Серед власників в той час був Бартоломей Вангомрай, що купив замок за £ 1033 в 1703 році разом з 335 акрами землі навколо нього. Він був лорд-мером Дубліна в 1697 році і був батьком Васенесси — коханки Джонатана Свіфта. Бартоломей Вангомрай продав замок родині Генрі. Ця родина мала потім фінансові проблеми і продала замок Х'ю Бартону — виноробу з родин Бартон та Гвестір. Від добудував до замку нове крило в 1830 році. Крім добудови замку він також побудував Страффан-Хаус, де зараз є відомий клуб.
У ХХ столітті замком володіла родина Гаддлестон. Вони продали замок місіс Норі Девлін, що перетворила його в готель в 1971 році. У 1979 році замок придбав Ерік Клептон. У 1987 році він продав його нинішньому власнику — Кену Гіллі, що і нині живе в замку. Кен Гіллі відремонтував відремонтував замок, добудував в замку 10 спалень, 3 ванні кімнати до 59 спальних кімнат, які вже були. Замок став 4-зірковим готелем.